# Persone di nome Joachim
| Questa pagina contiene informazioni ricavate automaticamente dalle voci biografiche con l'ausilio del template Bio e di un bot. L'aggiornamento è periodico e automatico e ricostruisce completamente la pagina. Se manca una persona in questa lista, sei pregato di non aggiungerla, ma accertati piuttosto che la sua voce biografica contenga il template Bio e che i dati anagrafici siano correttamente compilati. Se il template Bio manca, inseriscilo tu stesso o, in alternativa, metti l'avviso {{tmp\|Bio}} che ne segnala la mancanza. Se i dati riportati sono sbagliati, correggi direttamente la voce biografica; le modifiche saranno visibili in questa lista entro pochi giorni. Per chiarimenti vedi il progetto antroponimi. La lista contiene solo le 155 persone che sono citate nell'enciclopedia e per le quali è stato implementato correttamente il template Bio. Pagina aggiornata al 6 ago 2025. |

Questa è una lista di persone presenti nell'enciclopedia che hanno il nome Joachim, suddivise per attività principale.

## Agronomi(1)
- Joachim von Braun, agronomo e economista tedesco (Brakel, n. 1950)

## Allenatori di calcio(7)
- Joachim Björklund, allenatore di calcio e ex calciatore svedese (Växjö, n. 1971)
- Joachim Löw, allenatore di calcio e ex calciatore tedesco (Schönau im Schwarzwald, n. 1960)
- Joachim Mununga, allenatore di calcio e ex calciatore congolese (Repubblica Democratica del Congo) (Ottignies-Louvain-la-Neuve, n. 1988)
- Joachim Müller, allenatore di calcio e ex calciatore tedesco orientale (Zwickau, n. 1952)
- Joachim Stadler, allenatore di calcio e ex calciatore tedesco (Mosbach, n. 1970)
- Joachim Standfest, allenatore di calcio e ex calciatore austriaco (Leoben, n. 1980)
- Joachin Yaw Acheampong, allenatore di calcio e ex calciatore ghanese (Accra, n. 1973)

## Archeologi(1)
- Joachim Werner, archeologo tedesco (Berlino, n. 1909 - Monaco di Baviera, † 1994)

## Architetti(2)
- Joachim Näther, architetto tedesco (Waldau, n. 1925 - † 2009)
- Joachim Ludwig Schultheiß von Unfriedt, architetto tedesco (Alt Ruppin, n. 1678 - Königsberg, † 1753)

## Arcivescovi cattolici(1)
- Joachim Ruhuna, arcivescovo cattolico burundese (Nyabikere, n. 1933 - Gitega, † 1996)

## Arcivescovi ortodossi(1)
- Neofito VIII di Costantinopoli, arcivescovo ortodosso greco (Proti, n. 1832 - Antigone, † 1909)

## Assassini seriali(2)
- Joachim Knychała, serial killer polacco (Bytom, n. 1952 - Kraków, † 1985)
- Joachim Kroll, serial killer tedesco (Zabrze, n. 1933 - Rheinbach, † 1991)

## Astronomi(3)
- Joachim d'Alencé, astronomo e fisico francese (Parigi, n. 1640 - Lille, † 1707)
- Joachim Lorenz, astronomo tedesco
- Joachim Schubart, astronomo tedesco (Berlino, n. 1928)

## Attori(7)
- Joachim Fuchsberger, attore tedesco (Stoccarda, n. 1927 - Grünwald, † 2014)
- Joachim Gottschalk, attore tedesco (Calau, n. 1904 - Berlino, † 1941)
- Joachim Hansen, attore tedesco (Francoforte sull'Oder, n. 1930 - Berlino, † 2007)
- Joachim Holst-Jensen, attore norvegese (Bergen, n. 1880 - Oslo, † 1963)
- Joachim Król, attore tedesco (Herne, n. 1957)
- Joachim Lätsch, attore tedesco (Dresda, n. 1956)
- Joachim Wichmann, attore e doppiatore tedesco (Berlino, n. 1917 - Dießen am Ammersee, † 2002)

## Aviatori(2)
- Joachim Brendel, aviatore tedesco (Ulrichshalben, n. 1921 - Colonia, † 1974)
- Joachim Kirschner, aviatore tedesco (Lößnitz, n. 1920 - Metković, † 1943)

## Banchieri(1)
- Joachim Lafarge, banchiere francese (Crest, n. 1748 - Parigi, † 1839)

## Batteristi(1)
- Joachim Cooder, batterista, percussionista e tastierista statunitense (Santa Monica, n. 1978)

## Biatleti(1)
- Joachim Meischner, ex biatleta tedesco (Dorfchemnitz, n. 1946)

## Biochimici(1)
- Joachim Frank, biochimico tedesco (Weidenau, n. 1940)

## Biologi(1)
- Joachim Hämmerling, biologo danese (Berlino, n. 1901 - † 1980)

## Calciatori(17)
- Joachim Adukor, calciatore ghanese (Tema, n. 1993)
- Joachim Andersen, calciatore danese (Frederiksberg, n. 1996)
- Joachim Bäse, calciatore tedesco occidentale (Braunschweig, n. 1939 - Braunschweig, † 2020)
- Joachim Carcela-González, calciatore belga (Ostenda, n. 1999)
- Joachim De Gasperi, ex calciatore italiano (Bolzano, n. 1982)
- Joachim Eickmayer, calciatore francese (Bully-les-Mines, n. 1993)
- Joachim Fernandez, calciatore senegalese (Ziguinchor, n. 1972 - Domont, † 2016)
- Joachim Fritsche, ex calciatore tedesco orientale (Delitzsch, n. 1951)
- Joachim Marx, ex calciatore polacco (Gleiwitz, n. 1944)
- Joachim Pierzyna, ex calciatore polacco (Sieraków Śląski, n. 1939)
- Joachim Rothmann, calciatore danese (Greve, n. 2000)
- Joachim Soltvedt, calciatore norvegese (Bergen, n. 1995)
- Joachim Sørum, ex calciatore norvegese (Dokka, n. 1979)
- Joachim Streich, calciatore e allenatore di calcio tedesco orientale (Wismar, n. 1951 - Lipsia, † 2022)
- Joachim Thomassen, ex calciatore norvegese (Sarpsborg, n. 1988)
- Joachim Van Damme, calciatore belga (Beveren, n. 1991)
- Joachim Walltin, ex calciatore norvegese (Trondheim, n. 1974)

## Canoisti(1)
- Joachim Mattern, ex canoista tedesco (Beeskow, n. 1948)

## Canottieri(3)
- Joachim Dreifke, ex canottiere tedesco (Greifswald, n. 1952)
- Joachim Pirsch, canottiere tedesco (n. 1914 - † 1988)
- Joachim Sutton, canottiere danese (n. 1995)

## Cantanti(1)
- Joachim Witt, cantante, musicista e chitarrista tedesco (Amburgo, n. 1949)

## Cardinali(1)
- Joachim Meisner, cardinale e arcivescovo cattolico tedesco (Breslavia, n. 1933 - Bad Füssing, † 2017)

## Cestisti(4)
- Joachim Ekanga-Ehawa, ex cestista camerunese (Yaoundé, n. 1977)
- Joachim Linnemann, ex cestista tedesco (Francoforte sul Meno, n. 1951)
- Jochen Pollex, ex cestista tedesco (Wismar, n. 1947)
- Sonny Thoss, ex cestista filippino (Port Moresby, n. 1981)

## Chimici(1)
- Joachim Sauer, chimico tedesco (Hosena, n. 1949)

## Ciclisti su strada(1)
- Joachim Halupczok, ciclista su strada polacco (n. 1968 - Opole, † 1994)

## Compositori(2)
- Joachim van den Hove, compositore e liutista olandese (Anversa - † 1620)
- Joachim Neander, compositore e insegnante tedesco (Brema, n. 1650 - Brema, † 1680)

## Diplomatici(2)
- Joachim Rücker, diplomatico tedesco (Schwäbisch Hall, n. 1951)
- Joachim von Münch-Bellinghausen, diplomatico austriaco (Vienna, n. 1786 - † 1866)

## Drammaturghi(1)
- Joachim Perinet, commediografo e attore teatrale austriaco (Vienna, n. 1765 - Vienna, † 1816)

## Economisti(1)
- Joachim Nagel, economista tedesco (Karlsruhe, n. 1966)

## Filologi(2)
- Joachim Gruber, filologo classico tedesco (Ansbach, n. 1937)
- Joachim Latacz, filologo classico e grecista tedesco (Katowice, n. 1934)

## Filosofi(1)
- Joachim Georg Darjes, filosofo, giurista e economista tedesco (Güstrow, n. 1714 - Francoforte sull'Oder, † 1791)

## Flautisti(1)
- Joachim Erasmus Moldenit, flautista e compositore danese (Glückstadt)

## Francescani(1)
- Joachim Giermek, francescano statunitense (Buffalo, n. 1943 - Ellicott City, † 2024)

## Generali(7)
- Joachim von Kortzfleisch, generale tedesco (Braunschweig, n. 1890 - Sauerland, † 1945)
- Joachim Lemelsen, generale tedesco (Berlino, n. 1888 - Gottinga, † 1954)
- Joachim Rumohr, generale tedesco (Amburgo, n. 1910 - Budapest, † 1945)
- Joachim von Siegroth, generale tedesco (Lubiatów, n. 1896 - Halbe, † 1945)
- Joachim von Tresckow, generale tedesco (Danzica, n. 1894 - Bückeburg, † 1958)
- Joachim Witthöft, generale tedesco (Marienwerder, n. 1887 - Dalheim-Rödgen, † 1966)
- Joachim Ziegler, generale tedesco (Hanau, n. 1904 - Berlino, † 1945)

## Geologi(1)
- Joachim Barrande, geologo e paleontologo francese (Saugues, n. 1799 - Frohsdorf, † 1883)

## Giocatori di badminton(1)
- Joachim Fischer Nielsen, giocatore di badminton danese (Copenaghen, n. 1978)

## Giocatori di football americano(3)
- Joachim Christensen, giocatore di football americano danese (Copenaghen, n. 1993)
- Joachim Torrelli, giocatore di football americano francese (n. 1994)
- Joachim Ullrich, ex giocatore di football americano e allenatore di football americano tedesco (Hanau, n. 1976)

## Giuristi(1)
- Joachim Hoppers, giurista, docente e politico olandese (Sneek, n. 1523 - Madrid, † 1576)

## Hockeisti su ghiaccio(1)
- Joachim Ramoser, ex hockeista su ghiaccio italiano (Bolzano, n. 1995)

## Insegnanti(1)
- Joachim Schlör, docente tedesco (Heilbronn, n. 1960)

## Judoka(1)
- Joachim Bottieau, judoka belga (Boussu, n. 1989)

## Maestri di scherma(1)
- Joachim Meyer, maestro di scherma svizzero (Basilea, n. 1537 - Strasburgo, † 1571)

## Matematici(1)
- Joachim von Dehn, matematico tedesco (n. 1764 - † 1816)

## Medici(4)
- Joachim Camerarius il Giovane, medico, botanico e naturalista tedesco (Norimberga, n. 1534 - Norimberga, † 1598)
- Joachim Drevs, medico tedesco (Costanza, n. 1966)
- Robert Feulgen, medico e chimico tedesco (Werden an der Ruhr, n. 1884 - Gießen, † 1955)
- Joachim Mrugowski, medico tedesco (Rathenow, n. 1905 - Landsberg am Lech, † 1948)

## Militari(6)
- Joachim Zachris Duncker, militare svedese (Ristiina, n. 1774 - Hörnefors, † 1809)
- Joachim Hamann, militare tedesco (Kiel, n. 1913 - † 1945)
- Joachim Helbig, militare e aviatore tedesco (Dahlen, n. 1915 - Malente, † 1985)
- Joachim Peiper, militare tedesco (Berlino, n. 1915 - Traves, † 1976)
- Joachim Rønneberg, militare e partigiano norvegese (Ålesund, n. 1919 - Ålesund, † 2018)
- Joachim Daniel von Jauch, militare e architetto tedesco (Güstrow, n. 1688 - Varsavia, † 1754)

## Minatori(1)
- Joachim Andreas Stukenbrock, minatore tedesco (Blankenburg, n. 1699 - † 1756)

## Multiplisti(1)
- Joachim Kirst, ex multiplista tedesco (Neunhofen, n. 1947)

## Musicisti(2)
- Joachim Moller, musicista tedesco (Burg, n. 1541 - Mulhouse, † 1610)
- Joachim Nielsen, musicista e paroliere norvegese (n. 1964 - † 2000)

## Nuotatori(1)
- Jochen Balke, nuotatore tedesco (Dortmund, n. 1917 - † 1944)

## Pallanuotisti(1)
- Joachim Rademacher, pallanuotista tedesco (Magdeburgo, n. 1906 - Dortmund, † 1970)

## Pesisti(1)
- Joachim Olsen, ex pesista, ex discobolo e politico danese (Aalborg, n. 1977)

## Piloti automobilistici(1)
- Joachim Winkelhock, ex pilota automobilistico tedesco (Waiblingen, n. 1960)

## Pistard(1)
- Joachim Eilers, pistard tedesco (Colonia, n. 1990)

## Pittori(4)
- Joachim Beuckelaer, pittore fiammingo (Anversa, n. 1530 - Anversa, † 1575)
- Joachim Patinir, pittore fiammingo (Dinat - Anversa, † 1524)
- Joachim von Sandrart, pittore, storico dell'arte e traduttore tedesco (Francoforte sul Meno, n. 1606 - Norimberga, † 1688)
- Joachim Anthonisz Wtewael, pittore e incisore olandese (Utrecht - Utrecht, † 1638)

## Poeti(1)
- Joachim du Bellay, poeta e umanista francese (Liré, n. 1522 - Parigi, † 1560)

## Politici(11)
- Joachim I von Alvensleben, politico tedesco (Hundisburg, n. 1514 - Alvensleben, † 1588)
- Joachim Brudziński, politico polacco (Świerklaniec, n. 1968)
- Ludwig Camerarius, politico, avvocato e scrittore tedesco (Norimberga, n. 1573 - Heidelberg, † 1651)
- Joachim Coens, politico belga (Bruges, n. 1966)
- Joachim Dalsass, politico italiano (Laives, n. 1926 - Laives, † 2005)
- Joachim O. Fernández, politico statunitense (New Orleans, n. 1896 - New Orleans, † 1978)
- Joachim Gauck, politico e attivista tedesco (Rostock, n. 1940)
- Joachim Heer, politico svizzero (Glarona, n. 1825 - Glarona, † 1879)
- Joachim Godske Moltke, politico danese (n. 1746 - † 1818)
- Joachim Joseph André Murat, politico e nobile francese (Parigi, n. 1828 - Labastide-Murat, † 1904)
- Joachim Andreas von Schlick, politico boemo (Ostrov nad Ohří, n. 1569 - Praga, † 1621)

## Presbiteri(1)
- Joachim Schmiedl, presbitero e teologo tedesco (Norimberga, n. 1958 - Vallendar, † 2021)

## Registi(2)
- Joachim Lafosse, regista e sceneggiatore belga (Uccle, n. 1975)
- Joachim Trier, regista e sceneggiatore norvegese (Copenaghen, n. 1974)

## Religiosi(1)
- Joachim Haspinger, religioso e patriota (San Martino in Casies, n. 1776 - Salisburgo, † 1858)

## Saltatori con gli sci(1)
- Joachim Hauer, ex saltatore con gli sci norvegese (n. 1991)

## Schermidori(2)
- Joachim Peter, ex schermidore tedesco (n. 1942)
- Joachim Wendt, ex schermidore austriaco (Spittal an der Drau, n. 1962)

## Sciatori alpini(4)
- Joachim Buchner, ex sciatore alpino austriaco (n. 1964)
- Joachim Bakken Lien, sciatore alpino norvegese (n. 1997)
- Joachim Jagge Lindstøl, sciatore alpino norvegese (n. 1997)
- Joachim Puchner, ex sciatore alpino austriaco (Vöcklabruck, n. 1987)

## Scrittori(3)
- Joachim Lottmann, scrittore e giornalista tedesco (Amburgo, n. 1956)
- Joachim Masannek, scrittore e regista tedesco (Hamm, n. 1960)
- Joachim Ringelnatz, scrittore, cabarettista e pittore tedesco (Wurzen, n. 1883 - Berlino, † 1934)

## Sollevatori(1)
- Joachim Kunz, ex sollevatore tedesco orientale (Stollberg, n. 1959)

## Storici(2)
- Joachim Fest, storico, giornalista e saggista tedesco (Karlshorst, n. 1926 - Kronberg im Taunus, † 2006)
- Joachim Whaley, storico e linguista inglese (Dulwich, n. 1954)

## Storici dell'arte(1)
- Joachim Blüher, storico dell'arte tedesco (Uelzen, n. 1953)

## Tennisti(1)
- Joachim Johansson, ex tennista svedese (Lund, n. 1982)

## Teologi(4)
- Joachim Justus Breithaupt, teologo tedesco (Northeim, n. 1658 - Bergen, † 1732)
- Joachim Gnilka, teologo e biblista tedesco (Głubczyce, n. 1928 - Monaco di Baviera, † 2018)
- Joachim Jeremias, teologo e orientalista tedesco (Dresda, n. 1900 - Tubinga, † 1979)
- Joachim Ringleben, teologo, insegnante e abate tedesco (Flensburgo, n. 1945)

## Umanisti(3)
- Joachim Camerarius il Vecchio, umanista tedesco (Bamberga, n. 1500 - Lipsia, † 1574)
- Joachim Périon, umanista, filologo e traduttore francese (Cormery - Cormery, † 1559)
- Joachim Vadiano, umanista svizzero (San Gallo, n. 1484 - † 1551)

## Velocisti(1)
- Joachim Büchner, velocista tedesco (Altenburg, n. 1905 - Leverkusen, † 1978)

## Vescovi cattolici(2)
- Joachim Ntahondereye, vescovo cattolico burundese (Camzai, n. 1953)
- Joachim Wanke, vescovo cattolico tedesco (Breslavia, n. 1941)

## Vescovi vetero-cattolici(1)
- Joachim Vobbe, vescovo vetero-cattolico tedesco (Bad Honnef, n. 1947 - Königswinter, † 2017)